# デルフィン (特殊潜航艇)
デルフィンは第二次世界大戦中にドイツ海軍が計画した特殊潜航艇。デルフィンIとデルフィンIIの2種類がある。デルフィンIは試作のみ、デルフィンIIは計画のみに終わっている。

## デルフィンI
1944年始めからドイツ海軍はネガーやモルヒ、ビーバーといった特殊潜航艇による攻撃を行った。しかし、これらの潜航艇は大規模な護衛船団を攻撃するには絶対的に速力が不足していた。そこで1944年5月から新型潜航艇の開発が開始され、同年秋に試作艇が完成した。この試作艇は全長5.78m、排水量2.8tと非常に小型で、艇体は水中高速性を考慮して涙滴型となっている。
艇内部は前部が操縦室、後部が機関室となっており、機関はG7e魚雷の機関を流用していた。また、艇体上部にはプレキシガラスで作られた観測窓が装備され、その後方に電磁式閉鎖弁とフットスイッチによる緊急閉鎖機構のついたシュノーケルが装備された。本艇には構造簡略化のためバラストタンクが装備されておらず、魚雷のように航走することで浮力を得るシステムだったため、一度発進すると機関の停止は不可能であった。
ドイツ海軍は当初、本艇の頭部に500kg弾頭を装備し、日本海軍の「回天」のような特攻艇として運用する予定だったが、最終的にはG7e魚雷1本または500kgの曳航式機雷を艇体下部に装備することになった。試作艇は「デルフィン（イルカ）」（その後デルフィンI）と名付けられ、それまでの潜航艇を上回る良好な水中運動性を示したが、量産型に搭載予定だったクローズドサイクル機関の試作が遅れ、1945年2月にはガソリンが底をつき、ガソリンを使用する機関の開発中止が決定されたこともあり、量産されることはなかった。

## デルフィンII
デルフィンIの性能が良好だったことを受け、1944年9月頃から拡大型「デルフィンII」の開発が検討された。機関にはデルフィンIの量産型と同じクローズドサイクル機関かゼーフントと同じ機関が予定されていたといわれている。
本艇は乗員1名のタイプと2名のタイプが計画されており、クローズドサイクル機関搭載型では1名型が水中18kt、2名型では水中16ktを発揮することが期待されていた。また、デルフィンIのことを「小型デルフィン」、デルフィンIIのことを「大型デルフィン」と呼ぶこともある。

## 性能諸元

### デルフィンI（量産型・計画値）
- 全長:5.78m
- 排水量:2.8t
- 機関:クローズドサイクル機関
- 速力:14kt
- 武装:G7e魚雷1本または500kgの曳航式機雷

### デルフィンII（計画値）
- 全長:8m
- 排水量:8t
- 機関:クローズドサイクル機関または電動機
- 速力18kt（クローズドサイクル機関・1名型）または14kt（電動機）
- 乗員:1名または2名